# 27번째 날
《27번째 날》(The 27th Day)은 미국에서 제작된 윌리엄 아셔 감독의 1957년 SF 영화이다. 진 베리 등이 주연으로 출연하였고 헬렌 에인스워스 등이 제작에 참여하였다. 존 맥틀리의 시나리오는 1956년 동명의 원작 SF 소설에 기반을 두고 있다.

## 출연

### 주연
- 진 베리
- 발레리 프렌치

### 조연
- 조지 보스코벡
- 아놀드 모스
- 스테판 슈나벨
- 랄프 클란톤
- 프레드릭 폰 리드버
- 폴 버치
- 어빈 애쉬크나지
- 몬티 애쉬
- 찰스 베넷
- 존 블리퍼
- 데이빗 본드
- 랠프 브룩스
- 존 브라이언트
- 톰 댈리
- 존 도즈워스
- 에릭 펠더리
- 폴 프리즈
- 자크 갈로
- 마이클 해리스
- 에드 힌턴
- 위버 레비
- 아서 러브조이
- 데오도르 마커즈
- 해롤드 밀러
- 랠프 몽고메리
- 존 무니
- 피터 노먼
- 폴 파워
- 돈 로디스
- 그랜든 로즈
- 에밀 시트카
- 마리 치엔
- 필립 반 잰트
- 마크 워렌
- 멜 웰즈

## 기타
- 원작자: 존 맥틀리
- 세트: 프랭크 터틀